# Verrallina prioekanensis
Verrallina prioekanensis är en tvåvingeart som beskrevs av Steffen Lambert Brug 1931. Verrallina prioekanensis ingår i släktet Verrallina och familjen stickmyggor. Inga underarter finns listade i Catalogue of Life.